# Метод Сократа

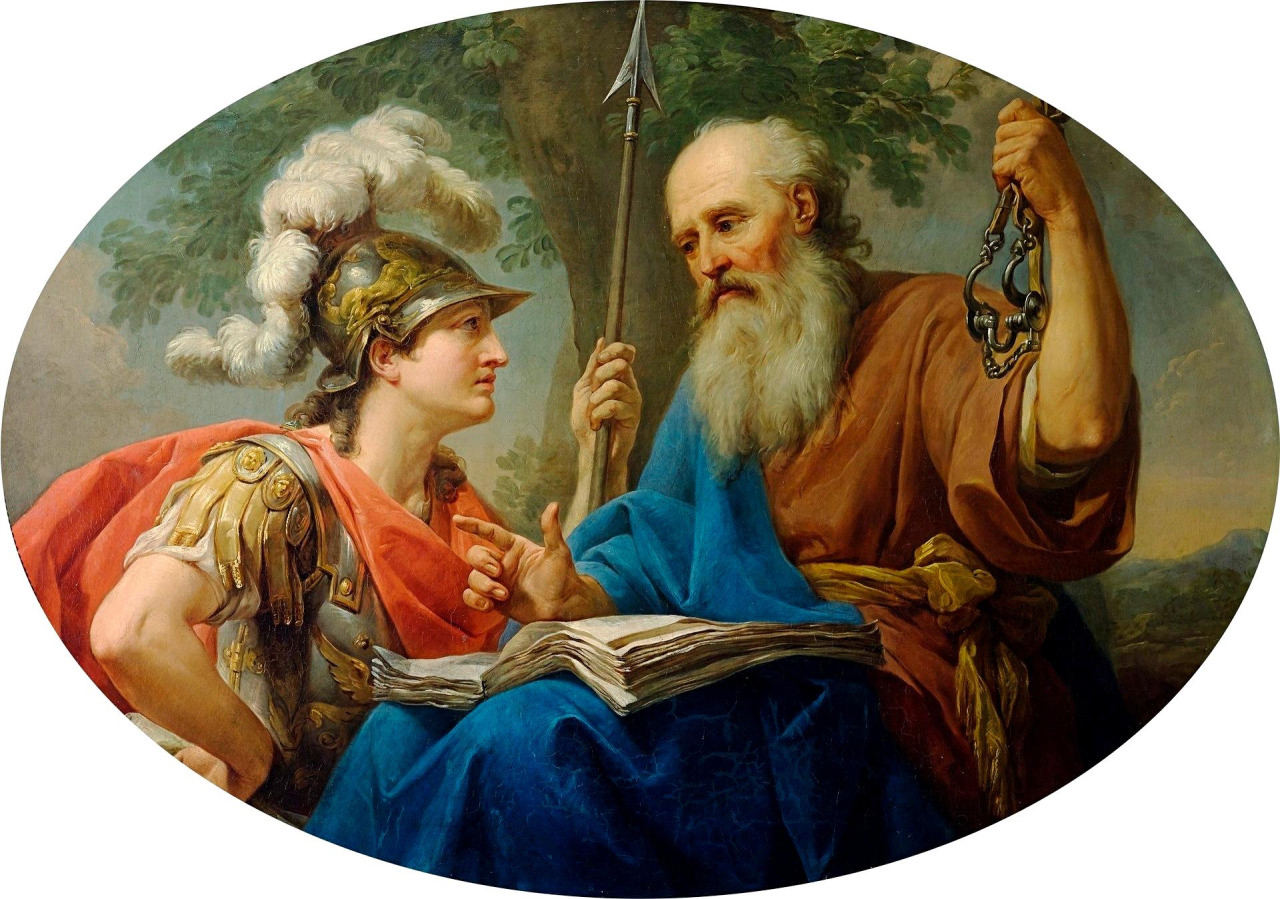
Алківіад, якого навчає Сократ. Худ. Марчелло Баччареллі, 1776 р.

Метод Сократа, сократівський метод (також відомий як метод Еленха, еленктичний метод або сократівські дебати) — це форма кооперативного аргументованого діалогу між особами, що базується на постановці запитань й відповідях на них для стимулювання критичного мислення та виловлювання ідей й основних передумов. Він названий на честь класичного грецького філософа Сократа та введений ним у платонівському «Теететі» як майевтика (акушерство), оскільки він використовується для того, щоб вивести визначення, приховані у переконаннях співрозмовників, або допомогти їм у подальшому їхньому розумінні.
Сократівський метод — це метод усунення гіпотез, у якому кращі гіпотези знаходять шляхом постійного виявлення й усунення тих, які призводять до протиріч.
Сократівський метод шукає загальні загальноприйняті істини, які формують переконання, і ретельно вивчає їх, щоб визначити їх узгодженість з іншими переконаннями. Основна форма — це серія питань, сформульованих як тести на логіку та факти, спрямованих на те аби допомогти людині чи групі відкрити свої переконання щодо певної теми, вивчити визначення та охарактеризувати загальні характеристики, спільні для різних конкретних випадків.

## Загальний опис

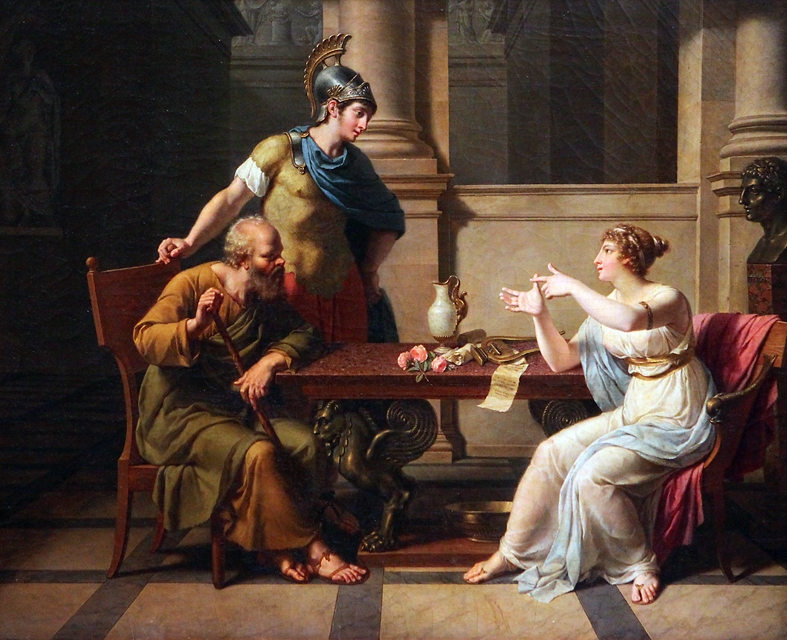
«Дискусія Сократа і Аспасії» Ніколя-Андре Монсіо. Дискусії Сократа не обмежувалися вузькою елітарною групою, він вів діалоги з іноземцями, з людьми всіх соціальних класів та статей.

Фундаментальною характеристикою платонівського Сократа є сократівський метод, або метод спростування (еленхус). Найбільш яскраво він проявляється в ранніх творах Платона, серед яких «Апологія», «Крітон», «Горгій», «Держава. Перша книга» та інші. Типовий еленхус відбувається наступним чином. Сократ ініціює дискусію на якусь тему з відомим фахівцем із цього питання, зазвичай у компанії юнаків і хлопців, і шляхом діалогу доводить суперечливість переконань і аргументів експерта. Сократ починає діалог із того, що просить свого співрозмовника дати означення предмета дискусії. Оскільки він ставить все більше запитань, відповіді співрозмовника врешті-решт суперечать першому визначенню. Напрошується висновок, що експерт не знав визначення із самого початку. Співрозмовник може запропонувати інше визначення. Це нове визначення зі свого боку потрапляє під пильну увагу сократівських запитань. З кожним колом запитань і відповідей Сократ і його співрозмовник сподіваються наблизитися до істини. Найчастіше вони і далі виявляють своє невігластво. Оскільки визначення співрозмовників найчастіше відображають основну думку з того чи іншого питання, дискусія ставить під сумнів загальну позицію.
Сократ також перевіряє власні думки за допомогою сократівського методу. У такий спосіб, Сократ не викладає фіксованої філософської доктрини. Навпаки, він визнає власне незнання, шукаючи істину разом зі своїми учнями та співрозмовниками.
Учені ставлять під сумнів обґрунтованість і точну природу методу Сократа, або навіть те, чи існував метод Сократа. У 1982 році дослідник античної філософії Ґреґорі Властос стверджував, що метод Сократа не може бути використаний для встановлення істинності чи хибності твердження. Імовірніше, стверджував Властос, це був спосіб показати, що переконання співрозмовника є непослідовними. Існувало дві основні лінії думок щодо цієї точки зору, залежно від того, чи приймається, що Сократ намагається довести, що твердження є хибним. Згідно з першою думкою, відомою як конструктивістський підхід, Сократ дійсно прагне спростувати твердження за допомогою цього методу, і цей метод допомагає досягти ствердних тверджень. Неконструктивістський підхід вважає, що Сократ лише хоче встановити невідповідність між засновками і висновком початкового аргументу.

## Розробка
У другій половині V століття до нашої ери софісти були вчителями, які спеціалізувалися на використанні інструментів філософії та риторики, щоб розважити, справити враження або переконати аудиторію прийняти точку зору оратора. Сократ пропагував альтернативний метод навчання, який отримав назву сократівського.
Сократ почав брати участь у таких дискусіях з афінянами після того, як його друг юності Херефонт відвідав Дельфійського оракула, який стверджував, що немає людини в Греції, мудрішої за Сократа. Сократ побачив у цьому парадокс й почав використовувати сократівський метод, щоб відповісти на свою загадку. Проте Діоген Лаерцій писав, що Протагор винайшов «сократівський» метод.
Платон уславив формалізований сократівський еленхічний стиль у прозі, представивши Сократа як зацікавленого розпитувача якогось видатного афінського співрозмовника, у деяких своїх ранніх діалогах, таких як Евтіфрон та Іон, і цей метод найчастіше зустрічається в так званих «сократівських діалогах», в яких Сократ опитує своїх співгромадян про моральні та епістемологічні питання. Але в своїх пізніших діалогах, таких як «Теетет» або «Софіст», у Платона був інший метод філософських дискусій — діалектика.

## Метод
Elenchus (дав.-гр. ἔλεγχος, трансліт. elenkhos, латиніз. argument of disproof or refutation; cross-examining, testing, scrutiny esp. for purposes of refutation) є центральною технікою методу Сократа. Латинська форма elenchus (множина elenchi) використовується як технічний філософський термін.
У ранніх діалогах Платона elenchus — це техніка, яку Сократ використовує для дослідження, наприклад, природи або визначення етичних понять, таких як справедливість чи чеснота. За словами Грегорі Властоса, він має такі кроки:
1. Співрозмовник Сократа стверджує тезу, наприклад «Відвага — це витривалість душі».
2. Сократ вирішує, чи є теза хибною, і обирає мішені для спростування.
3. Сократ закріплює згоду свого співрозмовника на наступні положення, наприклад, «Відвага — це добре» і «Неосвічена витривалість — це недобре».
4. Потім Сократ стверджує, й співрозмовник погоджується, що ці подальші передумови означають протилежність вихідної тези; в даному випадку веде до: «відвага — не витривалість душі».
5. Потім Сократ стверджує, що він показав тезу свого співрозмовника як хибну, а її заперечення як істинне.

Одне еленхічне дослідження може призвести до нового, більш витонченого розгляду концепції, що розглядається, у цьому випадку воно запрошує перевірити твердження: «Мужність — це wise витривалість душі». Більшість сократівських запитань складаються з серії elenchi і зазвичай закінчуються здивуванням, відомим як aporia.

## Тематична література
Статті
- Areeda, Philip E. (1996). «The Socratic Method». Harvard Law Review 109(5), 911—922. JSTOR 1342257
- Darvhisi, Dariush (Winter 2012). «Distinction between Dialectical methods of Socrates and Plato». Logical Study 2(4), pp. 49–76.
- Vlastos, Gregory; Vlastos (1983). The Socratic Elenchus. Oxford Studies in Ancient Philosophy. 1: 27—58.
- Michael, William C. (2022). «What is the Socratic Method?». Classical Liberal Arts Academy.

Книги
- Benson, Hugh (2000) Socratic Wisdom. Oxford: Oxford University Press.
- Bensen, Rebecca (2007) The Socratic Method in Continuum Studies in Ancient Philosophy. Continuum International Publishing Group.
- Frede, Michael (1992) 'Plato's Arguments and the Dialogue Form' in Oxford Studies in Ancient Philosophy, Supplementary Volume, 201–19.
- Jarratt, Susan C. (1991) Rereading the Sophists: Classical Rhetoric Refigured. Carbondale and Edwardsville: Southern Illinois University Press.
- Overholser, J. C. (1993). Elements of the Socratic method: II. Inductive reasoning. Psychotherapy. 30: 75—85. doi:10.1037/0033-3204.30.1.75.
- Sprague, Rosamond Kent (1972). The Older Sophists. Indianapolis: Hackett Publishing Company. ISBN 0-87220-556-8.